# Iliko Lalev
Vojvoda Iliko Lalev Drekalović bio je kučki vojvoda. Bio je drugi od četiri sina vojvode Laleta Drekalova i ćerke ili sestre vojvode Bratonožića, Peja Stanojeva. Imao je starijeg brata Vujoša, a mlađa braća bila su mu Čejo i Mijo. Ne zna se kad je rođen, ali Iliko je u spisima pomenut 1658. godine. On nije trebalo da dobije vojvodsku titulu, ali po predanju njegov stariji brat Vujoš je, razočaran u svoje potomstvo, odredio Ilika i njegove potomke za naslednike zvanja. Ilikovi potomci su se u početku prezivali Ilikovići da bi se u najvećem broju slučajeva to prezime izgubilo tokom narednih vekova. Iliko je živeo u 17. veku i verovatno vodio ratove protiv Turaka u cilju oslobođenja kučke teritorije od njihove vlasti.. Iliko je imao nekoliko sinova: Ivana, Petra i Mirčetu(Mića). Ivan je kao najstariji nasledio očevu vojvodsku titulu da bi je posle njegove smrti preuzeo brat Petar, a potom i najmlađi brat Mirčeta koji je bio sveštenik. Potomci vojvode Ivana čine bratstvo Ivanovića, potomci Petra Drekalovića nose prezime Petrović, dok su potomci Mirčete uzeli prezime Popović.